# Křečkov
Křečkov là một làng thuộc huyện Nymburk, vùng Středočeský, Cộng hòa Séc.